# لندسفورد کورنر (آرکانزاس)
لندسفورد کورنر (به انگلیسی: Lundsford Corner) یک منطقهٔ مسکونی در ایالات متحده آمریکا است که در شهرستان پلاسکی، آرکانزاس قرار دارد. لندسفورد کورنر ۹۱٫۱۴ متر بالاتر از سطح دریا واقع شده است.